# Esquirol llistat de Colorado
L'esquirol llistat de Colorado (Neotamias quadrivittatus) és una espècie de rosegador de la família dels esciúrids. És una espècie endèmica dels estats de Colorado, Utah, Arizona i Nou Mèxic als Estats Units.

## Descripció

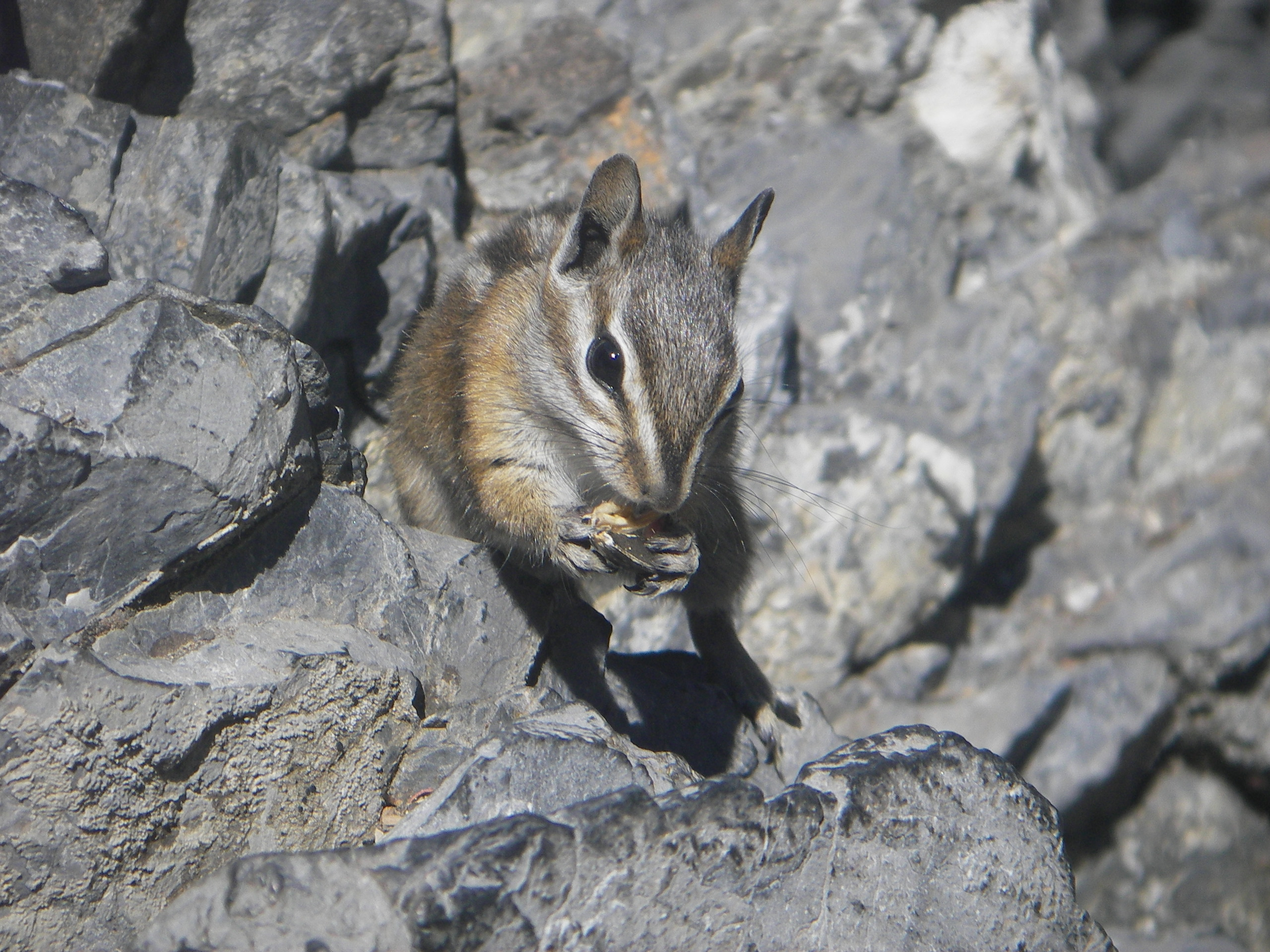
Un esquirol llistat de Colorado menjant una llavor de gira-sol prop de l'entrada a la Cova Timpanogos al Monument Nacional de la Cova de Timpanogos, Utah

Es pot trobar més sovint en els boscos de coníferes, boscos, matolls de muntanya mitjana, i hàbitats de la tundra alpina. Això vol dir que en l'elevació, l'esquirol llistat de Colorado habita a qualsevol lloc per sobre de 1.500 metres i per sota de 2.200 metres d'altitud.